# Klaas Klaasen
Klaas Klaasen (* 2. April 1955 in Mainz) ist ein deutscher Kinderbuch- und Krimiautor. Er ist auch unter dem Pseudonym K. K. bekannt.

## Leben
In den 1970er Jahren gründete Klaasen eine Konzertagentur. 1982 gründete er außerdem eine Filmgesellschaft, die vier Jahre bestand. Im Jahr 1984 folgte die Eröffnung einer Kunstgalerie. 1989 veröffentlichte Klaasen erste Gedichte im Züricher Tages-Anzeiger und 1990 erste Prosatexte in der Nizza-Illustrierte.
1991 wurden erste Gedichte in Französisch veröffentlicht. In Zusammenarbeit mit Auguste Wackenheim, Adrien Finck, Tomi Ungerer und Caston Jung erschien der Gedicht-Band Revue Alsacienne De Littérature.
Klaas Klaasen lebt derzeit in Biel. 

## Werke

### Als Klaas Klaasen
- Nächte wie diese... Boesche, Berlin/Haifa 2010, ISBN 978-3-923809-88-2
- Kolb: black days. Boesche, Berlin/Haifa 2012, ISBN 978-3-923809-92-9

### Als K. K.
- Wie ein Echo in meinem Kopf. p.machinery, 2015 ISBN 978-3-95765-031-3
- Ausgetrickst. p.machinery, 2017 ISBN 978-3-95765-098-6

### Weitere Veröffentlichungen
- Künstlerpech (Poesie), NIZZA Illustrierte (Züricher Stadtmagazin), Mai 1990
- Tollhaus des Schweigens (Hund im Glas), NIZZA Illustrierte, 1990
- Künstlerpech (Poesie), Revue Alsacienne de Literature, Straßburg 1995
- Der Geist (Kurzgeschichte), Revue Alsacienne de Literature, Straßburg 2011
- Zum Schinderhannes – Der falsche Räuber (Kurzgeschichte), Revue Alsacienne de Literature, Straßburg 2014
- Hennig (Kurzgeschichte), Wortwuchs, 2011
- Die Welt ist rund (Kurzgeschichte), Schrieb, 2011
- Schnee (Poesie), Der Maulkorb, 2014
- Wenn du verzaubert bist (Märchen), Sperling-Verlag, 2009